# Eugene Bingham
Eugene Cook Bingham (Cornwall, 8 de dezembro de 1878 — Easton, 6 de novembro de 1945) foi um químico estadunidense e diretor do departamento de química do Lafayette College.

## Publicações selecionadas
- Journal of Industrial and Engineering Chemistry (1914) vol 6(3) pp 233–237 A new viscometer for general scientific and technical purposes
- Journal of Physical Chemistry (1914) vol18(2) pp 157–165 The Viscosity of Binary Mixtures
- Fluidity and Plasticity (1922) McGraw-Hill (Internet Digital Archive)
- Journal of Physical Chemistry (1925) vol 29(10) pp 1201–1204 Plasticity
- Review of Scientific Instruments (1933) vol 4 p 473 The New Science of Rheology
- Journal of General Physiology (1944) vol 28 pp 79–94, pp 131– 149 [Bingham and Roepke], (1945) vol 28 pp605 – 626 The Rheology of Blood